# مجموعه ژولیا

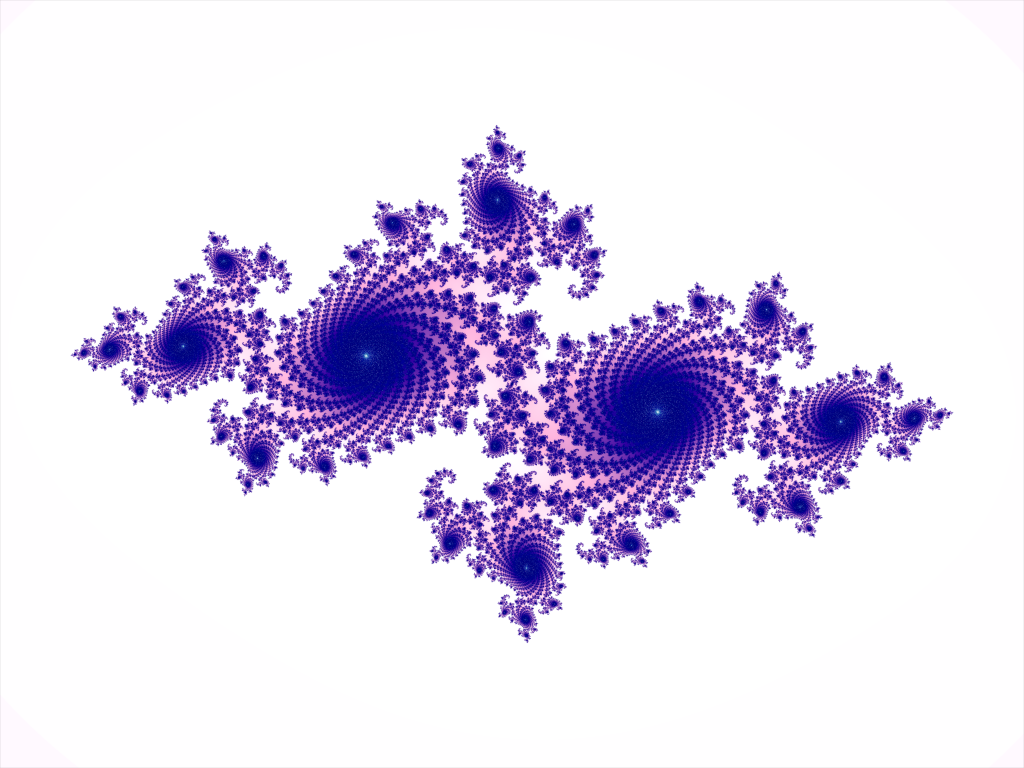
یک مجموعهٔ ژولیا

مجموعه ژولیا (به انگلیسی: Julia Set) به مجموعه‌ای از اعداد مختلط گفته می‌شود که در صورت اجرای تکراری یک نگاشت ریاضی بر روی آن‌ها، نتیجه به هیچ مقداری همگرا نشود. در برخی از موارد نتیجه یک فرکتال پیوسته خواهد بود.
مجموعهٔ ژولیای توپُر به مجموعه‌ای از اعداد روی صفحهٔ مختلط گفته می‌شود که در صورت اجرای تکراری نگاشت بر روی آن‌ها، مقدار حاصل به بی‌نهایت میل نکند.

## نگارخانه

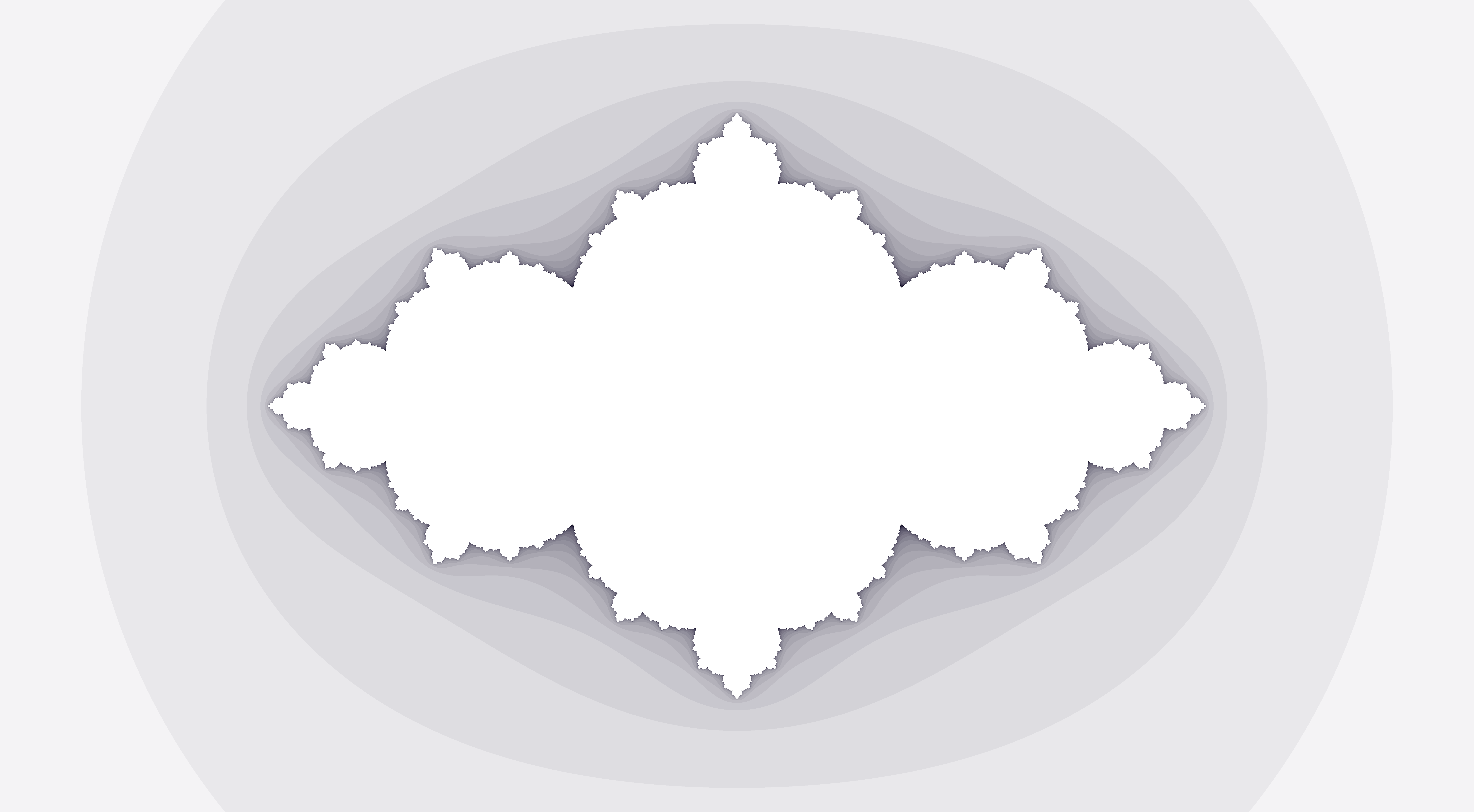